# Ирга ольхолистная
Ирга ольхолистная (лат. Amelanchier alnifolia) — вид рода Ирга из подсемейства Яблоневые (Maloideae) семейства Розовые (Rosaceae). Происходит из Северной Америки, но повсеместно культивируется, часто дичает и натурализуется в сообществах.

## Описание
Листопадный кустарник или небольшое дерево, достигающее 1—8(10) м в высоту.
Листья яйцевидные или почти округлые, 2—5 см длиной, 1—4,5 см шириной. Черешки листьев 0,5—2 см длиной.
Цветки белые, около 2—3 см в диаметре, собраны по 3—20 в кисти, появляются ранней весной.
Плод — небольшое яблоко фиолетового цвета, 5—15 мм в диаметре, созревает ранним летом.

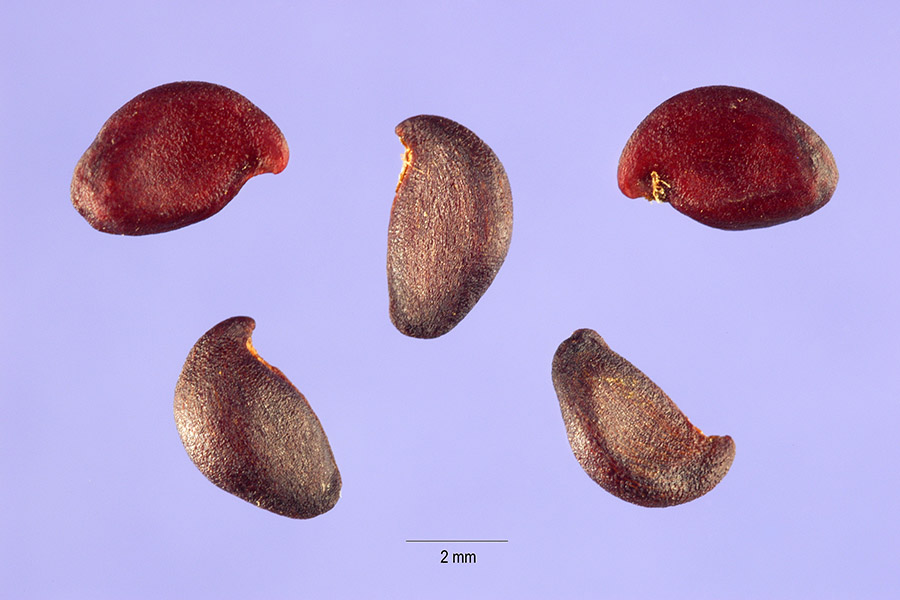
Семена ирги ольхолистной